# Panorama-Bad Stromberg

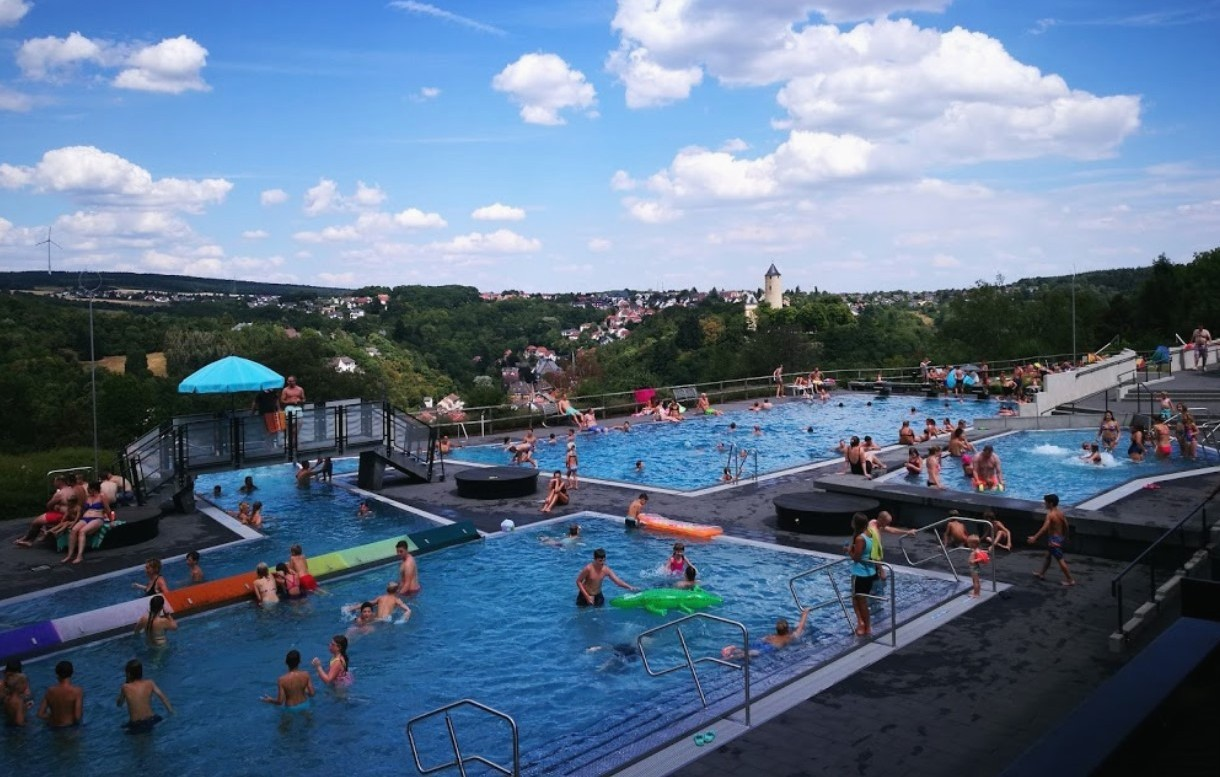
Panorama-Bad Stromberg

Das Panorama-Bad Stromberg ist ein Freizeitbad in Stromberg (Hunsrück) mit Saunabetrieb im Herbst/Winter und angeschlossener Gastronomie.

## Anlage
Das beheizbare Schwimmbad, welches 2011 eröffnete, ist in insgesamt sechs Bereiche gegliedert: ein 25 Meter langes Schwimmbecken, das ganzjährig geöffnete Wellnessbecken, ein Sprungbecken mit zwei Sprungtürmen (1 und 3 Meter Höhe), ferner jeweils ein Lehr-, Kinder- und Erlebnisbecken. Im Randbereich befindet sich eine 60 Meter lange Wasserrutsche, die teils unterirdisch verläuft. Insgesamt beträgt die Wasserfläche 624 m². Ganzjährig werden zwei finnische Saunen und eine Wärmehalle mit Zugang zum Wellnessbecken betrieben. Im weitläufigen Außenbereich (37.148 m²) mit Fernblick sind terrassierte Liegewiesen, Beachvolleyballfeld und ein abgeschirmter FKK-Bereich angelegt. Besuchern steht im Gastronomiebereich ein Bistro mit Aussichtsterrasse, das auch ohne Schwimmbadbesuch von außen zugänglich ist, zur Verfügung. Kostenfrei nutzbare Parkplätze sind direkt am Bad vorhanden.

## Lage
Das Panorama-Bad befindet sich südlich oberhalb der Stadt Stromberg auf einem terrassierten Hanggelände mit Fernblick auf Soonwald, Stromburg, Burg Gollenfels und den mittelalterlichen Ortskern.

## Geschichte
Vor 1900 verfügte Stromberg nur über spärliche Schwimmstätten, die vielmehr gesundheitlichen Zwecken als einer sportlichen Betätigung dienten. Der Eigentümer der Fremdenpension Löwenzeiler Mühle, Franz Kilian, betrieb ein Badehaus, das „nur wenige Schwimmstöße“ erlaubte. Ein weiteres Badehaus unterhielt die Weinzheimer’sche Bannmühle.
Stromberg verfügte seit alter Zeit über eine warme Quelle, den sogenannten Warmen Brunnen, dessen weiches Wasser eine über das ganze Jahr gleichmäßige Temperatur von ca. 27 °C aufwies und eine tägliche Schüttung von rund 320 m³ erreichte. 1922 plante Stromberg die Errichtung eines Volksbades am Warmen Brunnen. Nach ersten Bauentwürfen wurde das Projekt jedoch nicht weiter verfolgt.
Bereits nach dem Ersten Weltkrieg erteilte die Firma Gebrüder Wandesleben GmbH die Erlaubnis, ihren Fabrikweiher an der Simmerner Straße als Schwimmbad zu benutzen. Infolge von zwei tödlichen Unfällen widerrief sie 1927 diese Erlaubnis.

### Badeanstalt Warmsrother Grund (1927–1940)

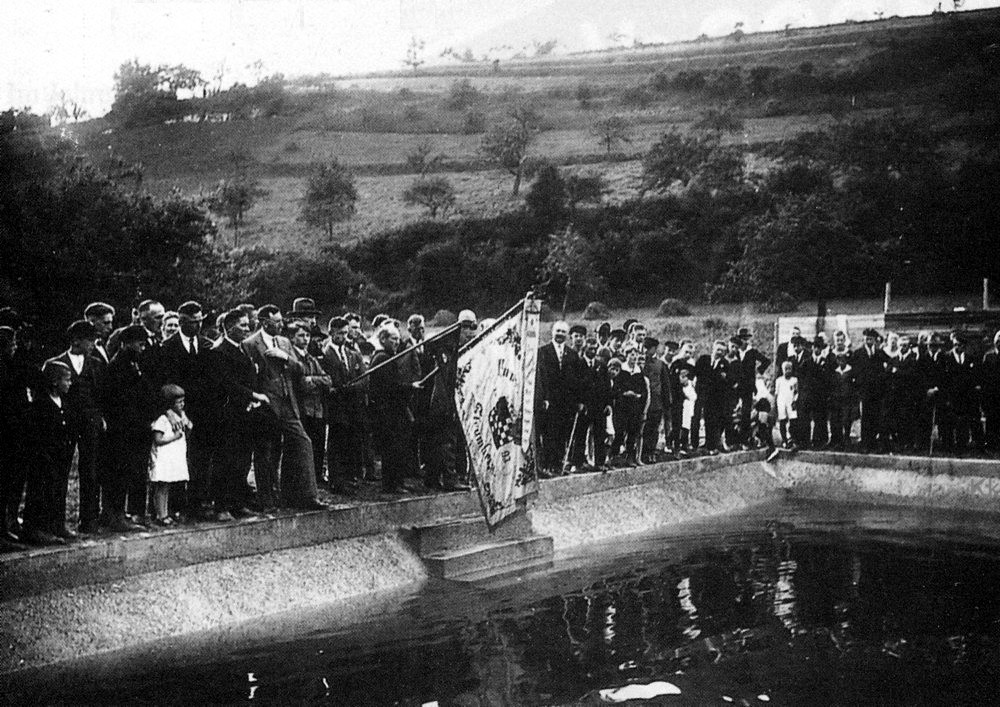
Badeanstalt Warmsrother Grund, Einweihungsfeier 4. Juni 1927

Zwei Mitglieder des Stromberger Turn- und Spielvereins hatten am Welschbach im Warmsrother Grund eine Wiese angekauft und ihrem Verein gestiftet. Bis Sommer 1927 gelang es durch Fachkräfte und Vereinsmitglieder mit finanzieller Unterstützung der Stadt Stromberg ein Schwimmbad zu errichten, das aus einem Betonbecken bestand, welches mit Frischwasser des benachbarten Welschbachs gespeist wurde. Im Rahmen eines Bezirksturnfestes übergab der Verein am 4. Juni 1927 das Schwimmbad seiner Bestimmung. Durch Zunahme der Gäste des in der Nähe gelegenen Kurhauses erwies sich die Anlage schon bald als zu klein. Pfingsten 1938 entstand in der Nähe des Schwimmbades ein Lager der Hitlerjugend mit einer Belegzahl von ca. 1200 Jungen, wetterbedingt fanden jedoch die geplanten Schwimmwettkämpfe nicht statt.
Bereits vor 1940 wurden größere Reparaturen fällig, welche aber kriegsbedingt durch fehlende Materialien nicht ausgeführt werden konnten. Ferner waren nahezu alle Vereinsmitglieder zur Wehrmacht einberufen. Infolgedessen verfiel das Bad zusehends. 1940 ruhte der Badebetrieb „wegen der Unbenutzbarkeit der Badeanstalt“. Als Folge der Kriegsereignisse schwand das Interesse der Bevölkerung an Freizeitaktivitäten.

### Höhenfreibad (1962–2004)

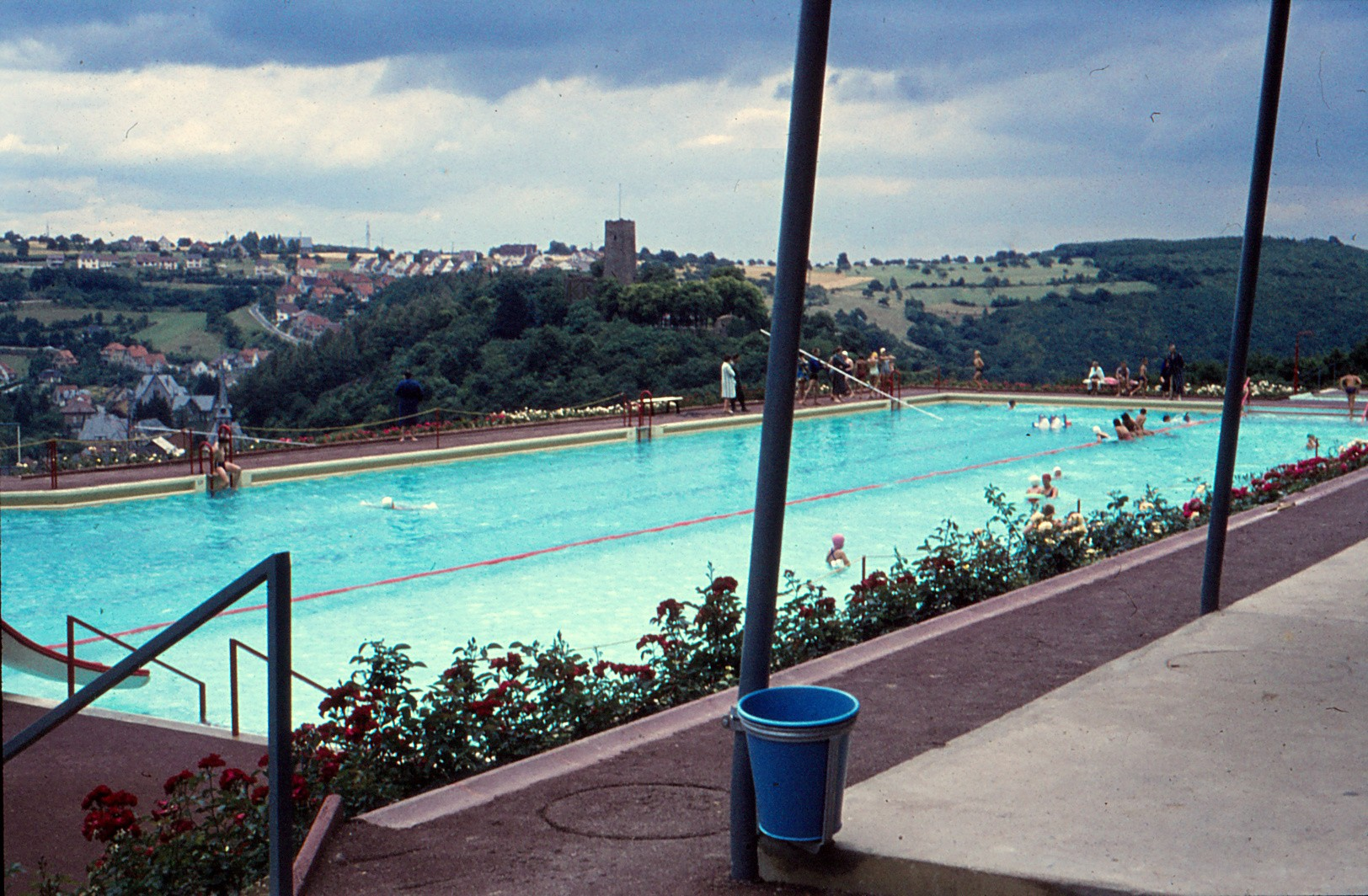
Höhenfreibad, August 1962

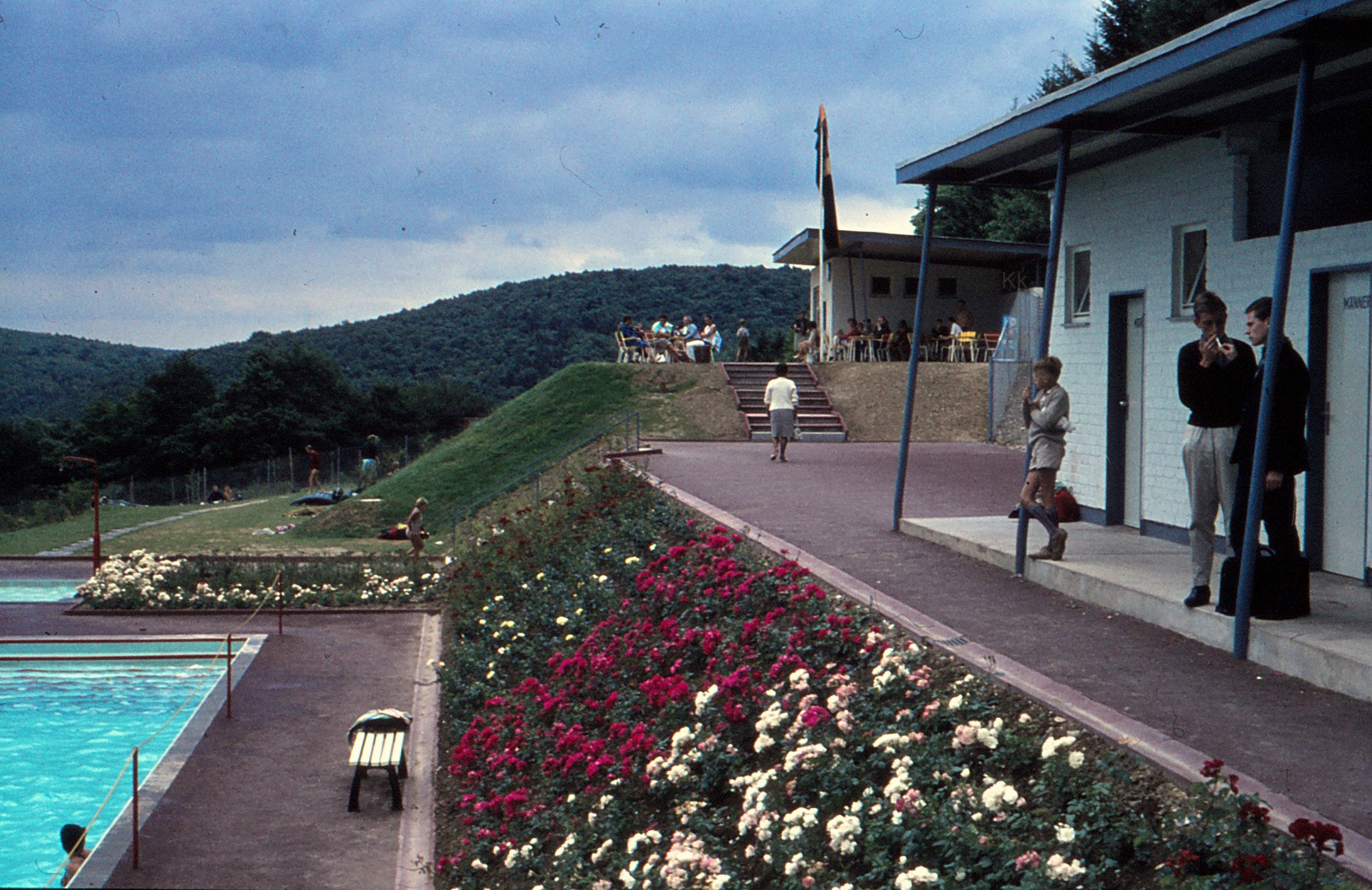
Höhenfreibad, August 1962

Durch die Zunahme des wirtschaftlichen Wohlstandes nach dem Ende des Zweiten Weltkrieges und die steigende Zahl von Urlaubsgästen entstand der Wunsch nach einem neuen Schwimmbad mit dem Komfort der damaligen Zeit. Daher kam eine Ertüchtigung des verfallenen Bades im Warmsrother Grund nicht mehr in Frage. Die Wahl des Grundstückes fiel auf ein Wiesengelände oberhalb der Stadt am südlichen Waldrand, sodass neben einer Fernsicht auch die volle Sonneneinstrahlung von morgens bis in die Dämmerung gewährleistet werden konnte. Am 14. Dezember 1959 erfolgte der erste Spatenstich zur Erschließung des Geländes. Nach Baukosten von 575.745 DM konnte das neu erbaute Höhenfreibad mit „hochmodernen hygienischen und schwimmsporttechnischen Errungenschaften“ am 14. Juli 1962 eingeweiht werden. Die Anlage bestand aus einem Schwimmer- und Nichtwimmerbecken mit jeweils 50 Metern Länge, Sprungtürmen (1 und 3 Meter), Rutsche und Kinderbecken. Oberhalb der Liegewiesen befand sich auf einem aufgeschütteten Plateau eine Kleingaststätte mit Fernsicht. Umkleideräume, Büro, Kasse und sanitäre Anlagen waren in einem länglichen Flachbau, die technischen Betriebsräume im seitlich unterkellerten Schwimmbecken untergebracht. Das Schwimmbad wurde mit dem Petunia-Verfahren betrieben, nach welchem Flussgewässer genutzt und aufbereitet werden, um in verschiedenen Stufen, „Schwimmwasser“ herzustellen. Dazu nutzte man das ca. 27 °C warme Wasser des Warmen Brunnens im Tal unterhalb des Gollenfelsens in der Staatsstraße, an dem sich eigens für das Schwimmbad eine Pumpstation befand. Über eine ca. 500 m lange Leitung wurde das Wasser nach oben zum Bad gepumpt, um in den Schwimmbecken eine ausreichende und beständige Wassertemperatur halten zu können. Nach einigen Probejahren erwies sich diese Lösung als unzureichend, daher baute man 1969 eine elektrische Wasserbeheizungsanlage ein, die eine Dauertemperatur von 23 °C ermöglichte und war das erste beheizte Freibad im Kreis Bad Kreuznach.
Es folgten Jahre des technisch erfolgreichen und sicheren Betriebs. 1978 übernahm die Verbandsgemeinde Stromberg die Trägerschaft von der Stadt Stromberg.

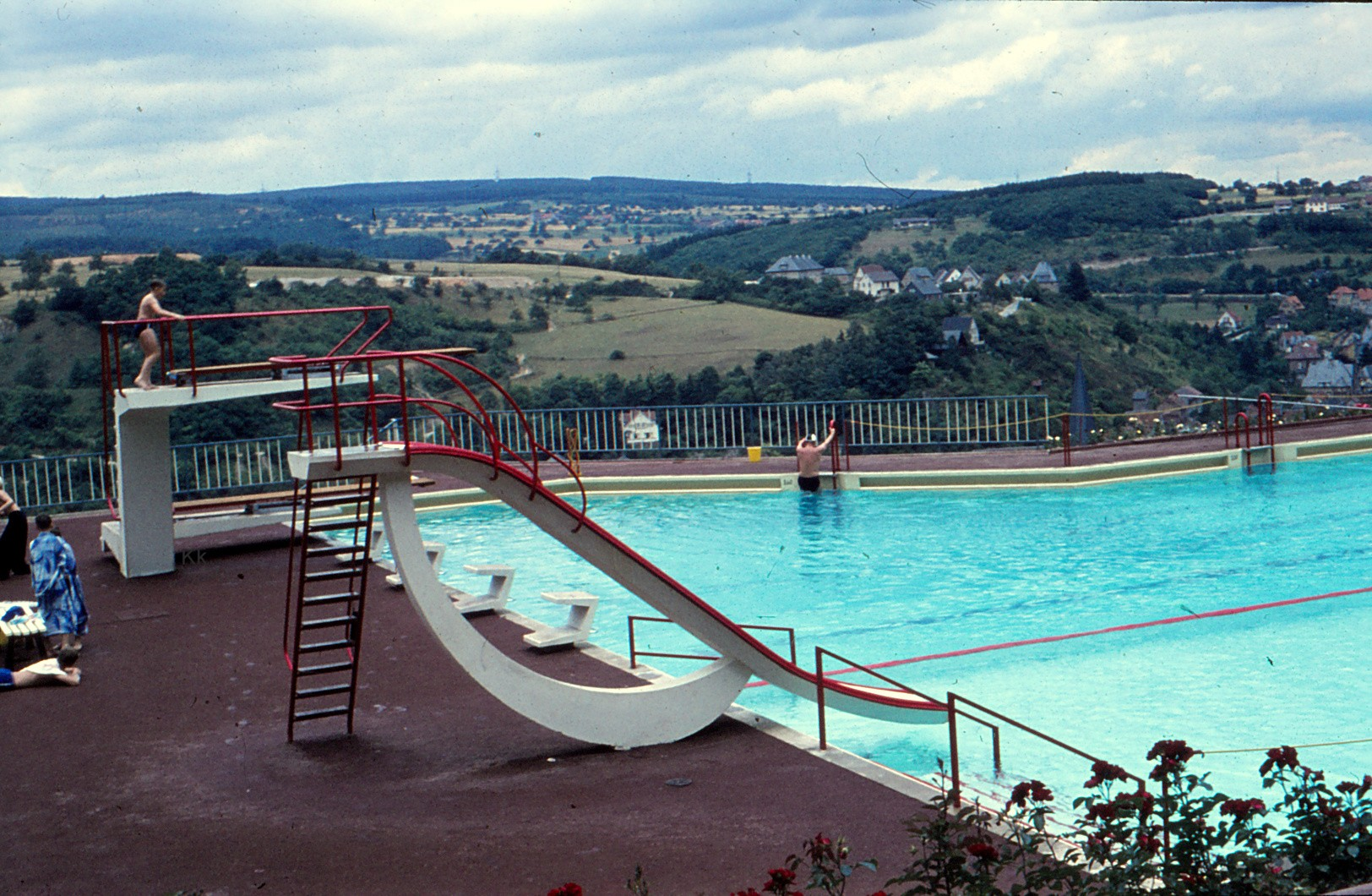
Höhenfreibad, August 1962

Gestiegene Energiekosten und technische Probleme führten 1995 zur Stilllegung der elektrischen Wasserheizung, die im gleichen Jahr durch eine solarbetriebene Anlage ersetzt wurde. Fortan zirkulierte das Wasser durch ein Röhrensystem auf den Dächern des Flachbaus und der Kleingaststätte, wodurch dieses erwärmt wurde. Trotz Pflege- und Erhaltungsmaßnahmen veraltete die Technik zunehmend. Noch 1997 existierten Pläne, ein Hallenbad bzw. Spaßbad im Stadtteil Schindeldorf zu errichten, dessen Eröffnung für 1998 vorgesehen war, die später jedoch nicht mehr verwirklicht wurden, da der Investor abgesprungen war. Stattdessen arbeitete der Träger des Bades Sanierungspläne zum Umbau in ein Ganzjahresbad mit einem Kostenvolumen von 7,2 Mio. DM aus. 2002 sank die Wassertemperatur des Warmen Brunnens infolge geologischer Veränderungen auf nur noch 18 °C. 2004 richtete man auf einem Teil der Liegewiesen einen abgeschirmten FKK-Bereich ein, der bis heute besteht. Im gleichen Jahr ging die Schüttung des Warmen Brunnens von bisher ca. 250 m³ bis zur Versiegung zurück. Eine eilig eingerichtete Ersatzversorgung aus dem Trinkwassernetz konnte nicht die zum Betrieb notwendige Menge bereitstellen. Zusätzlich reduzierte sich die Leistung der Umwälzanlage wegen Rohrbrüchen infolge maroder Technik aus den 1960er Jahren. Seit August 2004 musste das Schwimmbad die Öffnungszeiten stark reduzieren, bis der Badebetrieb aufgrund gesundheitlicher Bedenken für die restliche Saison ganz geschlossen wurde.
In den Folgejahren blieb das Bad geschlossen, da ein Betrieb mit der maroden Technik nicht mehr möglich war. Eine grundlegende Sanierung wäre einem Neubau gleichgekommen, sodass Ideen zur Errichtung eines Ganzjahresbades reiften. Zu großen Kontroversen führe die Frage, ob in die Planung wieder ein Becken mit 50-Meter-Bahn oder eine kleinere Variante aufgenommen werden sollte.

### Panorama-Bad (seit 2011)

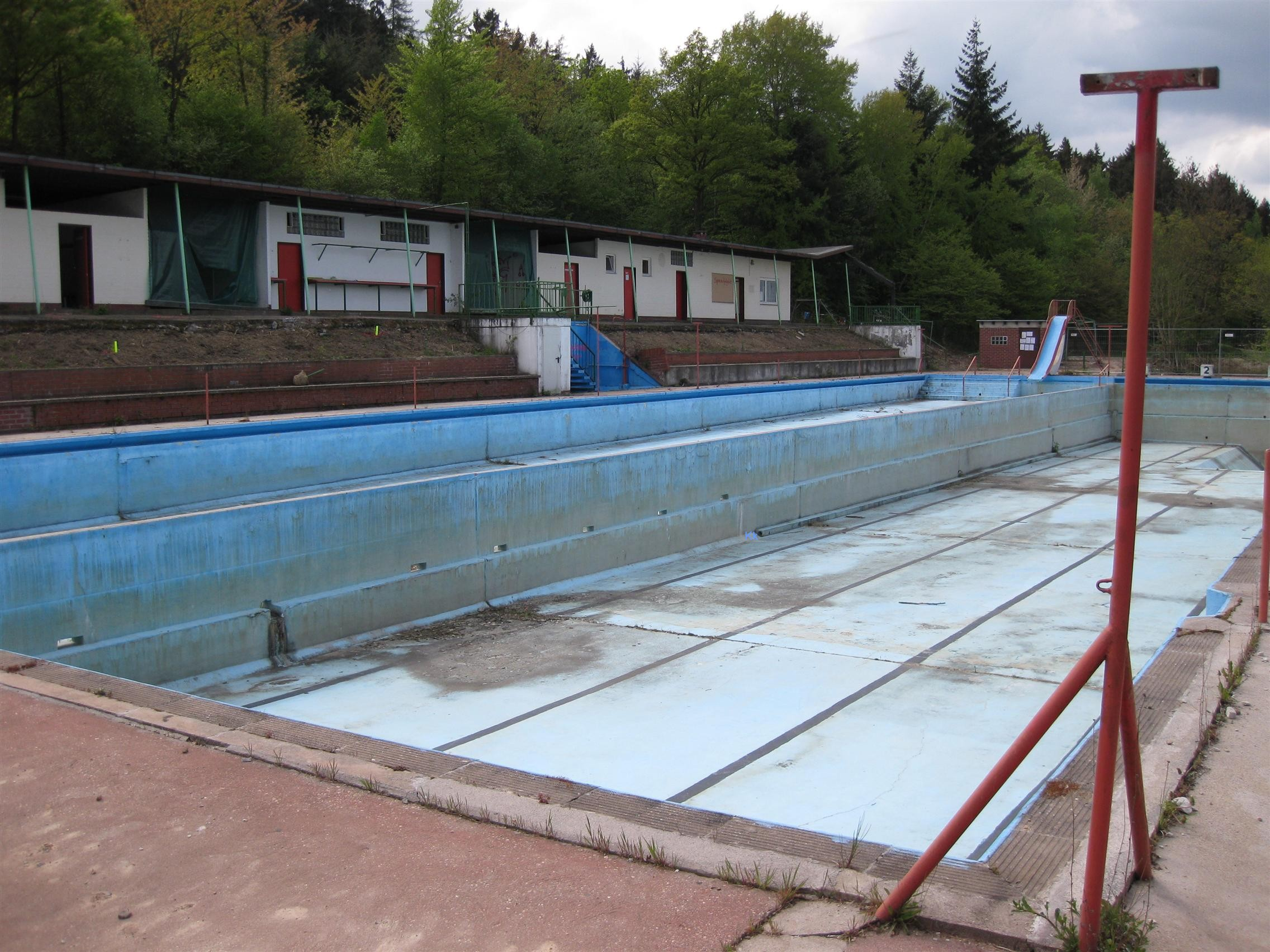
Höhenfreibad vor dem Abbruch, April 2009

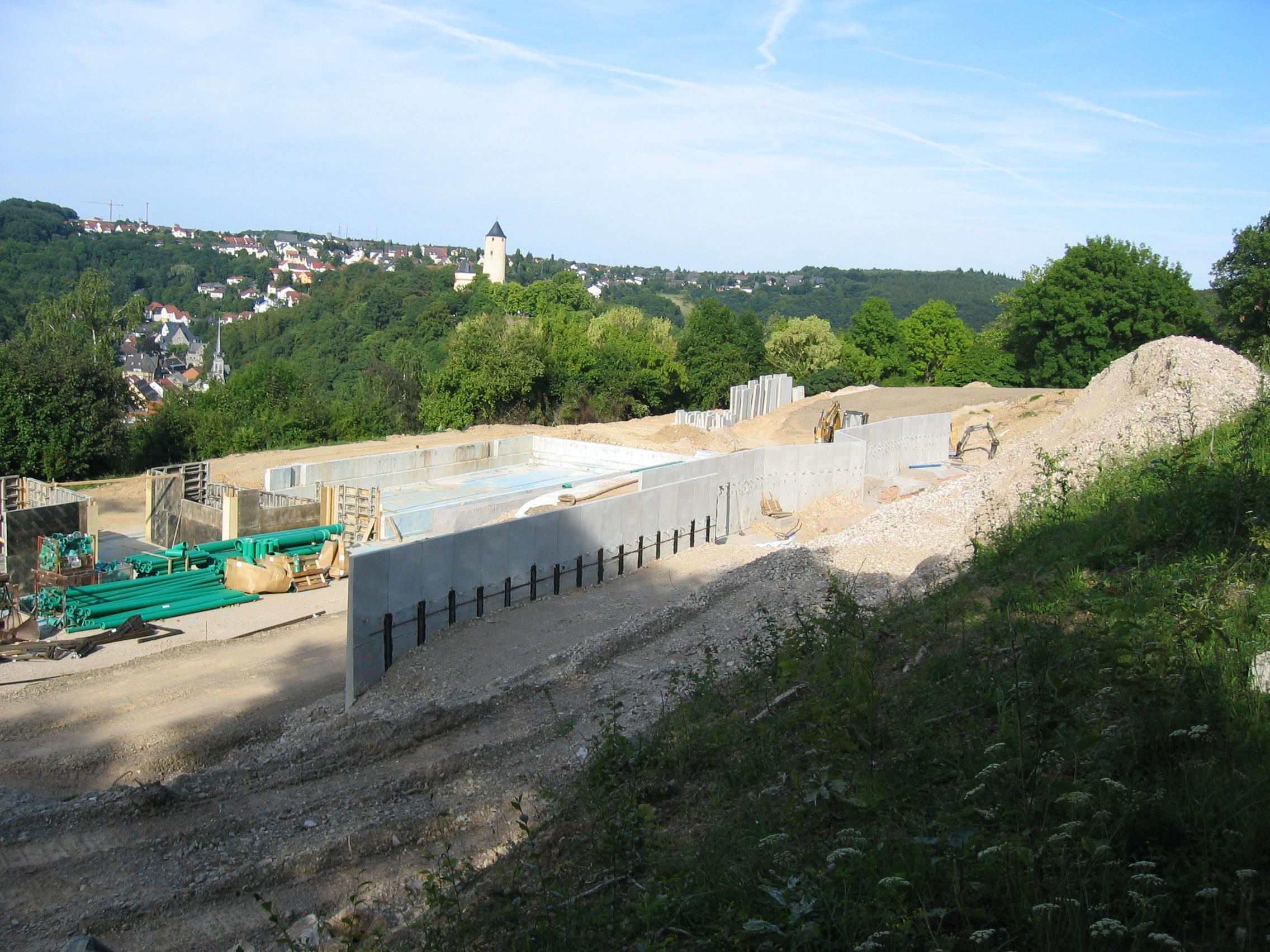
Baustelle Panorama-Bad, Juli 2009

Nach langen politischen Debatten fiel die Entscheidung auf den Bau eines Freibads mit Ganzjahresbetrieb. Zur Finanzierung gründete die Verbandsgemeinde Stromberg einen Zweckverband. 2009 begann der Abbruch des alten Höhenfreibades. Lediglich die Fundamente einiger Beckenteile blieben als Unterbau für die neue Anlage erhalten. Architektur, Ingenieurbauwerke und Außenanlagen plante das Architekturbüro Bremer + Bremer aus Wetzlar, für die Tragwerksplanung zeichnete Weber & Martin aus Gießen verantwortlich und die technische Gebäudeausrüstung entwarf das Ingenieurbüro INCO aus Aachen. Über eine neu errichtete Leitung mit ausreichender Kapazität erfolgt nun die Badewasserversorgung aus dem Trinkwassernetz, statt aus dem Warmen Brunnen. Energiesparend ausgestattet ist die Anlage mit zwei Gasbrennwertkesseln à 60 kW, einem Gasblockheizkraftwerk, einer Solarabsorberanlage (530 m²), gasbefeuerten Saunaöfen und ferner einer wärmerückgewinnenden Lüftungsanlage. Die Becken können bei Dunkelheit nach einem Farbkonzept des Bad Kreuznacher Künstlers Gernot Meyer-Grönhof in LED-Technik beleuchtet werden. Meyer-Grönhof entwarf zudem Dekorationselemente an den Becken.
Nach zweijähriger Bauzeit wurde das neue Panorama-Bad am 13. Mai 2011 im Rahmen einer großen Feier eingeweiht und der Nutzung übergeben.
Seit September 2018 ist der Zweckverband als Betreiber aufgelöst und das Schwimmbad fungiert als Eigenbetrieb unter dem Dach der Verbandsgemeinde.
Während der COVID-19-Pandemie blieb das Schwimmbad durchgehend geschlossen. Ab Juli 2020 durfte das Schwimmbad unter strengen Auflagen wieder öffnen.
Das Panorama-Bad ist seit der Fusion im Betrieb der Verbandsgemeinde Langenlonsheim-Stromberg und während der Sommermonate in der Regel von Mai bis September durchgängig geöffnet. Die Sauna wird nicht mehr ganzjährig betrieben, sondern nur noch im Herbst/Winter. 